# Þórður Össursson
Þórður freysgoði Össursson (Thordhur freysgodhi, también Össurarson, n. 940) fue un caudillo vikingo y goði de Austur-Skaftafellssýsla, Islandia. Hijo de Össur Ásbjörnsson, fue uno de los grandes patriarcas del clan familiar de los Svínfellingar y sacerdote del culto a Freyr. Es un personaje secundario en la saga de Njál, como padre de Flosi Þórðarson que lideró la venganza de sangre sobre la familia de Njáll tras la muerte de Hoskuld Thrainsson.
En la saga de Njál aparece una conversación entre Hildigunn, viuda de Hoskuld Thrainsson, y Flosi que cita el conflicto que hubo entre su padre Þórður Össursson y Arnór Örnólfsson de Forsarskogar. Dos hermanos de Flosi, Kolbeinn y Egill, mataron a Arnór durante el thing de Skaftafell.
También hay una cita sobre su figura histórica en la saga Flóamanna, y saga de Víga-Glúms.

## Herencia
Þórður casó en primeras nupcias con Ingunn Þórisdóttir (n. 940), hija de Þórir Hámundsson y fruto de esa relación nacieron cuatro hijos:
- Steinn Þórðarson (n. 961).
- Kolbeinn Þórðarson (n. 963).[8]
- Flosi Þórðarson
- Þorgeir Þórðarson (967 - 1030)

En segundas nupcias con Þraslaug Þorsteinsdóttir (n. 950) y de esa relación nacieron dos hijos:
- Starkaður Þórðarson (n. 969).[9]
- Egill Þórðarson (n. 979).[10]